# اردوان مفید
اردوان مفید بازیگر سینما و تئاتر و شاهنامه‌خوان ایرانی است. وی هم‌اکنون ساکن آمریکا است.

## زندگی‌نامه
وی در تهران در خانواده تئاتری زاده شد و رشد کرد. پدرش غلامحسین مفید یکی از قدیمی‌ترین نقالان و شاهنامه‌خوانان و از بازیگران و کارگردانان تئاترهای حماسی داستان‌های شاهنامه بود. برادر بزرگش بیژن مفید، نویسنده و کارگردان شهر قصه و یکی از مبتکرین تئاتر کودکان در ایران که بیش از ده نمایش نامه برای کودکان نوشت، که هنوز هم پس از سال‌های سال از این نمایشنامه‌ها برای تئاتر کودکان استفاده می‌شود. برادر دیگرش بهمن مفید از هنرپیشگان سینما و تئاتر و خواهرش هنگامه مفید، نویسنده، کارگردان و از بازیگران تئاتر و تئاتر عروسکی است. 
وی کار تئاتر را به‌طور حرفه‌ای با نمایش «شهر قصه» شروع کرد. او دانش‌آموخته در دو رشته تربیت بدنی و هنرهای دراماتیک است. پس از فارغ‌التحصیلی، وارد کانون پرورش فکری کودکان و نوجوانان شد و مدت ۴ سال در مرکز تئاتر کانون کار کرد. پس از آن از طرف کانون برای تحصیل در رشته کارگردانی در مقطع کارشناسی‌ارشد وارد دانشکده فلوریدا شد. پس از پایان تحصیلان به ایران بازگشت و مدیریت مرکز تئاتر کانون را به عهده گرفت و تا انقلاب ۱۳۵۷ این سمت را برعهده داشت.
نمایش‌نامه «شاپرک خانوم»، نوشته بیژن مفید و «رؤیای ممکن»، نوشته خودش را به زبان انگلیسی در امریکا به اجرا درآورد و در چندین نمایشنامه از جمله «پابرهنه در پارک»، اثر نیل سیمون، به‌عنوان هنرپیشه اول بازی کرد. پیش از انقلاب نمایش عقاب و روباه نوشته بیژن مفید را برای گروه سنی نوجوانان همراه با بازیگرانی همچون جعفر والی و بهمن مفید کارگردانی کرد.
پس از انقلاب ۱۳۵۷ حدود ۱۶ نمایشنامه نوشته‌است. اولین نمایش وی در سال ۱۹۸۰ «عروسی حاجی آقا» بود که برای نمایش‌های روحوضی تنظیم شده بود. بعد از آن نمایشنامه «محلل» را کار کرد که انتقادی مستقیم به وقایع ایران بعداز انقلاب داشت. این نمایشنامه بعد از دو سال اجرای موفق در لس‌آنجلس در سال ۱۹۸۳ ضبط و ثبت شد.
وی گروه نمایشی «خانه نمایش» را در سال ۱۹۸۰ میلادی در لس‌آنجلس تأسیس نمود.

## فیلم‌شناسی
- جنگجویان کوچولو (۱۳۵۲)
- زنجیری (۱۳۵۲)
- حسن سیاه (۱۳۵۱)
- باب شاه (۲۰۱۵ بابک شکریان)[۶][۷]